# 张华山 (明末清初)
张华山（？—1647年），明末清初淮安人。顺治四年（1647年）九月辛亥（九月十四，10月11日），张华山等在庙湾聚众反清，用隆武年号。辛酉日（九月廿四，10月21日），被清军镇压，前后只有十天。